# Pogonatum congolense
Pogonatum congolense är en bladmossart som beskrevs av Jules Cardot 1909. Pogonatum congolense ingår i släktet grävlingmossor, och familjen Polytrichaceae. Inga underarter finns listade i Catalogue of Life.